# Space Ghost Coast to Coast
A Space Ghost Coast to Coast egy Mike Lazzo rendezte amerikai sorozat, amely az 1960-as évekből való szuperhősön, Space Ghoston alapul. 
A 39. epizód (“Pilot”) egy speciális adás volt, melyben vendég műsorvezetőnek Birdman ült be. Ennek az epizódnak a műsor címe, egyedien "Birdman Coast to Coast" lett.
A sorozat eredetileg (első hat évad) a Cartoon Network-ön ment és nem tartalmazott káromkodásokat, később viszont átköltözött az Adult Swim-re, és már több (viszonylag enyhe) trágárságot tartalmazott, de még így is ritka eseménynek számított a műsorban a trágárságok használata.

## Cselekmény
A sorozat a talk show-k paródiája, és maga Space Ghost vezeti. Vendégei között ott van ősellensége, Zorak is, egy kék imádkozó sáska. Magyarországon sohasem ment a sorozat, Amerikában viszont kultusz-státuszt ért el 10 évada és 110 epizódja alatt. A Space Ghost Coast to Coast kifejezetten felnőtteknek készült, ellentétben az 1960-ból való „sima” Space Ghost-sorozattal, ami viszont kifejezetten gyerekeknek készült. A műsor humorát Space Ghost különböző vendégei adják, és ezek a vendégek között ott vannak a szuperhős ellenségei is, például Zorak, és Moltar, akiknek Space Ghost bandájában kell dolgozniuk büntetésből gaztetteik miatt. A vendégek között Brak is ott volt, aki szintén Space Ghost ellensége. A sorozat nagyon sikeres lett, maga Space Ghost külön blokkokat szült a Cartoon Networkön, a sorozat csatornáján.

## Epizódok
| Évad | Évad          | Epizódok            | Eredeti sugárzás     | Eredeti sugárzás   | Eredeti adó        |
| Évad | Évad          | Epizódok            | Évadpremier          | Évadfinálé         | Eredeti adó        |
| ---- | ------------- | ------------------- | -------------------- | ------------------ | ------------------ |
|      | 1             | 10                  | 1994. április 15.    | 1994. november 11. | Cartoon Network    |
|      | 2             | 9                   | 1995. február 20.    | 1995. október 20.  | Cartoon Network    |
|      | 3             | 15                  | 1996. február 2.     | 1996. december 25. | Cartoon Network    |
|      | 4             | 24                  | 1997. július 18.     | 1998. január 1.    | Cartoon Network    |
|      | 5             | 11                  | 1998. augusztus 7.   | 1998. december 25. | Cartoon Network    |
|      | 6             | 8                   | 1999. október 8.     | 1999. december 17. | Cartoon Network    |
|      | 7             | 2                   | 2001. május 7.       | 2001. július 12.   | Cartoon Network    |
| 6    | 7             | 2001. szeptember 2. | 2002. május 12.      | Adult Swim         |                    |
|      | 8             | 5                   | 2003. január 1.      | Adult Swim         | 2003. december 14. |
|      | 9             | 2                   | 2004. január 11.     | Adult Swim         | 2004. április 12.  |
|      | 10            | 9                   | 2006. május 30.      | 2007. május 24.    | GameTap            |
|      | 11            | 8                   | 2007. szeptember 11. | 2008. május 31.    | GameTap            |
|      | Különkiadások | 5                   | 1994. november 4.    | 1996. március 19.  | Cartoon Network    |